# Трихофитон красный
Трихофитон красный (лат. Trichophyton rubrum) — вид антропофильных грибков-дерматофитов рода Trichophyton из отдела аскомицетов. Сапротроф, размножается только делением, колонизирует верхние омертвевшие (роговые) слои, питается кератинами, разрушая их. Вызывает заболевание руброфитию (рубромикоз), проявляющегося поражением кожи, пушковых волос и онихомикозом.

## Морфология

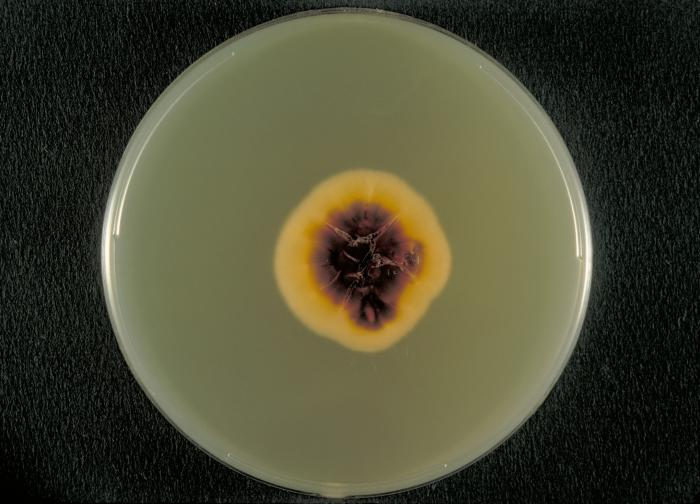
Вид снизу на колонию Trichophyton rubrum на агаре Сабуро.

Типичные культивируемые изоляты T. rubrum белые и пушистые на поверхности. Нижняя сторона колонии обычно красного цвета, хотя некоторые изоляты отличаются более желтоватым или более коричневатым цветом. Trichophyton rubrum медленно растет в культуре, редко производя каплевидные или колышкообразные микроконидии в боковом направлении на гифах. Макроконидии, когда они присутствуют, с гладкими стенками и узко булавовидные, хотя большинство изолятов не имеет макроконидий.
Рост ингибируется в присутствии определенного серо-, азот- и фосфорсодержащие соединения. Известно что изоляты T. rubrum производят пенициллин в пробирке и в естественных условиях.

## Пути передачи инфекции

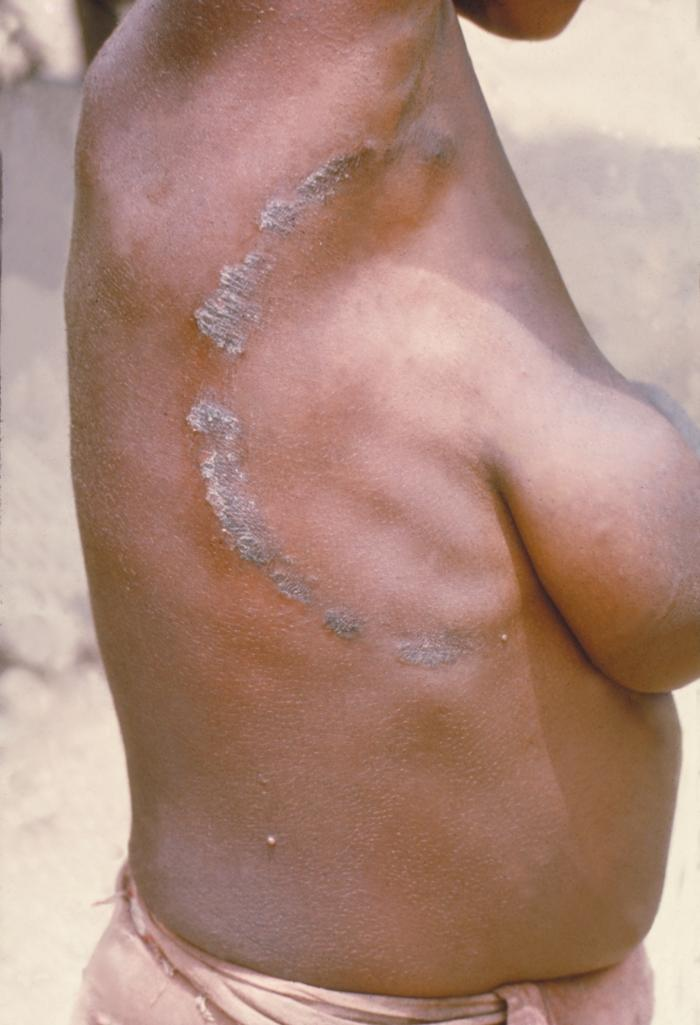
Рубромикоз у женщины

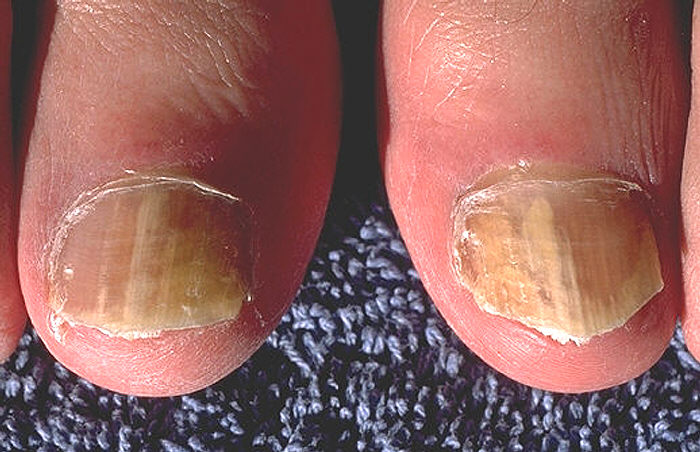
Онихомикоз при руброфитии

Путь передачи инфекции — контактный, через объекты внешней среды.
Этот вид имеет склонность поражать ногти и гладкую (безволосую) кожу, известен лишь в исключительных случаях из других мест. Передача происходит через инфицированные полотенца, постельное белье, одежду (способствующими факторами являются высокая влажность, жара, пот, сахарный диабет, ожирение, трение об одежду. Заражения можно избежать, изменив образ жизни и изменив правила гигиены, например, избегая ходьбы босиком по влажному полу, особенно в общественных местах.
Для предупреждения заражений необходимо соблюдение гигиенических правил, установленных для мест общественного пользования с влажностным режимом (бани, сауны, бассейны и т. д.), в том числе соблюдение режимов дезинфекции помещений, стирки белья и т. д.